# Дьернис, Хенрик
Хенрик Дьернис (дат. Henrik Djernis, род. 22 апреля 1966, Свебёлле, Зеландия) — датский профессиональный велогонщик, маунтинбайкер. Трёхкратный чемпион мира (1992, 1993, 1994), шестикратный чемпион Дании по маунтинбайку в дисциплине кросс-кантри (1993, 1994, 1997, 1998, 1999, 2000). Чемпион мира по велокроссу среди любителей (1993), 16-кратный чемпион Дании по велокроссу (1985, 1986, 1987, 1988, 1989, 1990, 1991, 1992, 1993, 1994, 1995, 1996, 1997, 1998, 2000 и 2001).

## Карьера
Дьернис начинал свою карьеру как шоссейный велогонщик. Позже он переключился на велокросс и специализировался на гонках по велокроссу. Завоевав бронзу в 1988 году и серебро в 1991 году, он выиграл титул чемпиона мира среди любителей в этой дисциплине в 1993 году, опередив немца Ральфа Бернера; в 1998 году он завоевал ещё одну бронзовую медаль уже среди элиты. В этом соревновании его опередили только два бельгийца — Марио де Клерк и Эрвин Вервекен. Дьернис 16 раз становился чемпионом Дании по велокроссу, в том числе 14 раз подряд с 1985 по 1998 годы, а затем ещё дважды — в 2000 и 2001 годах.
Тренировочная поездка в США в 1991 году привела Дьерниса в маунтинбайк — вид спорта, который в то время ещё только зарождался.
Он стал первым человеком, который трижды выиграл чемпионат мира по маунтинбайку в кросс-кантри: в 1992 (в Бромоне, Канада), 1993 (в Метабьфе, Франция) и 1994 (в Вейле, США) годах, а в 1995 году снова занял второе место. Кроме того, на чемпионате мира 1997 года в Шато-д’О он завоевал серебряную медаль, уступив только итальянцу Хуберту Паллхуберу.
В Кубке мира UCI по маунтинбайку он выиграл гонку в Берлине в 1993 году и гонки в Уффализе и Плимуте в 1994 году. Он продолжал выступать на национальных чемпионатах и выиграл титул чемпиона в кросс-кантри в общей сложности шесть раз.
После включения в 1996 году кросс-кантри в программу летних Олимпийских игр, Дьернис снова сосредоточился на велокроссе.
После окончания спортивной карьеры Дьернис, обученный веломеханик, стал совладельцем велосипедного магазина в Калуннборге. Он женат, у него двое детей.

## Достижения

### Маунтинбайк
1992
 Чемпионат мира — кросс-кантри
1993
 Чемпионат мира — кросс-кантри
 Чемпионат Дании по маунтинбайку — кросс-кантри
1994
 Чемпионат мира — кросс-кантри
 Чемпионат Дании по маунтинбайку — кросс-кантри
1997
 Чемпионат Дании по маунтинбайку — кросс-кантри
2-й на Чемпионате мира — кросс-кантри
1998
 Чемпионат Дании по маунтинбайку — кросс-кантри
1999
 Чемпионат Дании по маунтинбайку — кросс-кантри
2000
 Чемпионат Дании по маунтинбайку — кросс-кантри

### Велокросс
- Чемпионат Дании по велокроссу среди юниоров (2): 1983 и 1984
- Чемпионат Дании по велокроссу (16): 1985, 1986, 1987, 1988, 1989, 1990, 1991, 1992, 1993, 1994, 1995, 1996, 1997, 1998, 2000 и 2001
- Чемпионат мира по велокроссу среди любителей (1): 1993
- 3-й на Чемпионате мира по велокроссу 1998[англ.]
- 4-й на Чемпионате мира по велокроссу 1996[англ.]

## Награды
Дьернис был удостоен звания «Велосипедист года» в Дании в 1992 и 1993 годах.